# Tangjiawan
Tangjiawan is een grote gemeente in Xiangzhou, Noord-Zhuhai. Dit gebied staat bekend als de jiaxiang van een familie Tang. Het gebied is in ontwikkeling als district voor technologische innovatie. In Tangjiawan staan instellingen van de Sun Yat-sen University-Zhuhai Regio, Zhuhai Campus Beijing Institute of Technology en Beijing Normal University Zhuhai Campus.
Tangjiawan is verdeeld in zestien buurten en heeft een inwoneraantal van 100.000 mensen. 29.000 mensen staan geregistreerd als autochtoon van dit gebied. 
Tangjiawan heeft veel bekende mensen voortgebracht. Voorbeelden zijn Tang Shaoyi, Tang Ti-sheng, Tong King-Sing en Tang Guo'an.
Tangjiawan werd vroeger Tangjiacun (唐家村) genoemd.